# Campionati italiani estivi di nuoto 1999
I Campionati italiani assoluti di nuoto 1999 si sono svolti ad Asti dal 6 al 10 agosto 1999. È stata utilizzata la vasca da 50 metri.

## Podi

### Uomini
| Evento               | Oro                                                                                                 | Tempo    | Argento                                                                                      | Tempo    | Bronzo                                                                                                   | Tempo    |
| Stile libero         | |          |                                                                                              |          | |          |
| 50 m                 | Lorenzo Vismara                                                                                     | 22"43    | Piergiorgio De Felice                                                                        | 23"42    | René Gusperti                                                                                            | 23"43    |
| 100 m                | Lorenzo Vismara                                                                                     | 50"52    | Simone Cercato                                                                               | 51"49    | Piergiorgio De Felice                                                                                    | 51"84    |
| 200 m                | Emiliano Brembilla                                                                                  | 1'51"07  | Andrea Beccari                                                                               | 1'52"17  | Paolo Ghiglione                                                                                          | 1'52"43  |
| 400 m                | Massimiliano Rosolino                                                                               | 3'49"40  | Emiliano Brembilla                                                                           | 3'55"17  | Andrea Righi                                                                                             | 3'57"35  |
| 1500 m               | Christian Minotti                                                                                   | 15'33"99 | Andrea Righi                                                                                 | 15'41"30 | Samuele Pampana                                                                                          | 15'47"17 |
| Dorso                | |          |                                                                                              |          | |          |
| 50 m                 | Emanuele Merisi                                                                                     | 26"54    | Luis Alberto Laera                                                                           | 26"69    | Luca Masnadi                                                                                             | 27"06    |
| 100 m                | Emanuele Merisi                                                                                     | 56"54    | Luca Masnadi                                                                                 | 58"14    | Mirko Mazzari                                                                                            | 58"24    |
| 200 m                | Emanuele Merisi                                                                                     | 2'00"54  | Mirko Mazzari                                                                                | 2'03"42  | Giuliano D'Arienzo                                                                                       | 2'04"82  |
| Rana                 | |          |                                                                                              |          | |          |
| 50 m                 | Domenico Fioravanti                                                                                 | 28"49    | Davide Rummolo                                                                               | 29"27    | Gianluca Marconi                                                                                         | 29"61    |
| 100 m                | Domenico Fioravanti                                                                                 | 1'02"42  | Davide Rummolo                                                                               | 1'03"33  | Fabio Farabegoli                                                                                         | 1'04"26  |
| 200 m                | Davide Rummolo                                                                                      | 2'15"60  | Fabio Farabegoli                                                                             | 2'19"11  | Angelo Angiollieri                                                                                       | 2'19"48  |
| Farfalla             | |          |                                                                                              |          | |          |
| 50 m                 | Luca Belfiore                                                                                       | 24"78    | Dino Urgias Massimiliano Macrì                                                               | 25"38    | |          |
| 100 m                | Mattia Nalesso                                                                                      | 56"35    | Michele Bettini                                                                              | 56"49    | Dino Urgias                                                                                              | 56"52    |
| 200 m                | Andrea Oriana                                                                                       | 2'01"53  | Fabio Cornacchia                                                                             | 2'02"20  | Alessandro Benvisto                                                                                      | 2'02"31  |
| Misti                | |          |                                                                                              |          | |          |
| 200 m                | Massimiliano Rosolino                                                                               | 2'02"57  | Moreno Gallina                                                                               | 2'06"11  | Alessio Boggiatto                                                                                        | 2'07"94  |
| 400 m                | Alessio Boggiatto                                                                                   | 4'22"84  | Massimiliano Rosolino                                                                        | 4'23"29  | Massimiliano Eroli                                                                                       | 4'25"28  |
| Staffette            | |          |                                                                                              |          | |          |
| 4x100 m stile libero | Fiamme Gialle A Klaus Lanzarini Emanuele Bartoleschi René Gusperti Lorenzo Vismara                  | 3'26"46  | Riviera nuoto Dolo Mattia Nalesso Simone Cercato Christian Galenda Fabio Gallo               | 3'27"23  | Centro Sportivo Carabinieri A Alessandro Bacchi Paolo Ghiglione Luis Alberto Laera Daniele Pezzi         | 3'29"18  |
| 4x200 m stile libero | Centro Sportivo Carabinieri A Paolo Ghiglione Davide Bicchierini Samuele Pampana Emiliano Brembilla | 7'33"66  | Rari Nantes Torino A Marco Bellino Federico Cappellazzo Luca Signori Andrea Beccari          | 7'37"13  | Centro Sportivo Carabinieri B Antonino Trippodo Massimiliano Eroli Alessandro Bacchi Alessandro Benvisto | 7'45"08  |
| 4x100 m mista        | Gruppo Nuoto Fiamme Gialle A Stefano Battistelli Domenico Fioravanti André Gusperti Lorenzo Vismara | 3'49"15  | Centro Sportivo Carabinieri A Mirko Mazzari Davide Rummolo Alessandro Benvisto Daniele Pezzi | 3'50"11  | SNAM Emanuele Merisi Davide Cassol Fabio Cornacchia Marco Lugani                                         | 3'51"33  |

### Donne
| Evento               | Oro                                                                             | Tempo   | Argento                                                                         | Tempo   | Bronzo                                                                                      | Tempo   |
| Stile libero         |                                                                                 |         |                                                                                 |         |                                                                                             |         |
| 50 m                 | Cristina Chiuso                                                                 | 26"08   | Viviana Susin                                                                   | 26"28   | Lara Consolandi                                                                             | 26"50   |
| 100 m                | Viviana Susin                                                                   | 57"09   | Cristina Chiuso                                                                 | 57"39   | Lara Consolandi                                                                             | 57"64   |
| 200 m                | Sara Goffi                                                                      | 2'02"80 | Sara Parise                                                                     | 2'02"90 | Simona Ricciardi                                                                            | 2'05"72 |
| 400 m                | Sara Goffi                                                                      | 4'18"49 | Cristina Bolzonello                                                             | 4'20"90 | Sara Parise                                                                                 | 4'21"16 |
| 800 m                | Fabiana Susini                                                                  | 8'53"89 | Viola Valli                                                                     | 8'55"33 | Cristina Bolzonello                                                                         | 8'57"38 |
| Dorso                |                                                                                 |         |                                                                                 |         |                                                                                             |         |
| 50 m                 | Alessandra Cappa                                                                | 29"89   | Federica Barsanti                                                               | 30"08   | Giorgia Gramillano                                                                          | 30"56   |
| 100 m                | Federica Barsanti                                                               | 1'03"79 | Beatrice Zurma                                                                  | 1'05"26 | Alessandra Cappa                                                                            | 1'05"42 |
| 200 m                | Federica Barsanti                                                               | 2'16"51 | Eva Masetti                                                                     | 2'19"42 | Veronica Ranieri                                                                            | 2'19"44 |
| Rana                 |                                                                                 |         |                                                                                 |         |                                                                                             |         |
| 50 m                 | Roberta Crescentini                                                             | 33"29   | Ombretta Plos                                                                   | 33"58   | Roberta Panara                                                                              | 33"60   |
| 100 m                | Federica Biscia                                                                 | 1'13"15 | Roberta Panara                                                                  | 1'13"43 | Sara Farina                                                                                 | 1'13"77 |
| 200 m                | Federica Biscia                                                                 | 2'25"67 | Giorgia Feichter                                                                | 2'25"74 | Sara Farina                                                                                 | 2'29"37 |
| Farfalla             |                                                                                 |         |                                                                                 |         |                                                                                             |         |
| 50 m                 | Cristina Maccagnola                                                             | 28"22   | Karina Vanni-Chaillou                                                           | 28"36   | Alessandra Cappa                                                                            | 28"64   |
| 100 m                | Cristina Maccagnola                                                             | 1'02"27 | Karina Vanni Chaillou                                                           | 1'02"58 | Veronica Ranieri                                                                            | 1'03"56 |
| 200 m                | Veronica Rodà                                                                   | 2'16"55 | Paola Cavallino                                                                 | 2'16"90 | Micaela Guerra                                                                              | 2'17"22 |
| Misti                |                                                                                 |         |                                                                                 |         |                                                                                             |         |
| 200 m                | Chiara Negrini                                                                  | 2'21"08 | Federica Biscia                                                                 | 2'21"34 | Eva Masetti                                                                                 | 2'21"58 |
| 400 m                | Eva Masetti                                                                     | 4'51"96 | Federica Biscia                                                                 | 4'52"87 | Chiara Negrini                                                                              | 4'53"53 |
| Staffette            |                                                                                 |         |                                                                                 |         |                                                                                             |         |
| 4x100 m stile libero | Aurelia Nuoto A Lucrezia Serrani Cristina Chiuso Simona Ricciardi Viviana Susin | 3'54"11 | Snam A A Beretta Luisa Striani Sara Cracco Alessandra Cassani                   | 3'55"93 | C.N. Torino Porta Valentina Fischetti Karina Vanni-Chaillou Alessia Regli                   | 3'59"49 |
| 4x200 m stile libero | SNAM A Serena Beretta Sara Cracco Luisa Striani Chiara Negrini                  | 8'31"84 | Aurelia Nuoto Simona Ricciardi Lucrezia Serrani Silvia Lucarini Cristina Chiuso | 8'37"24 | A.S.N. Colleferro Martufi Colaiacomo Bonuglia Guerrini                                      | 8'41"53 |
| 4x100 m mista        | SNAM A Federica Barsanti Chiara Negrini Luisa Striani Alessandra Cassani        | 4'22"01 | Avantgarda Valli Desenzanzurma Sara Goffi Cristina Maccagnola Veronica Ranieri  | 4'24"10 | Agip gas Nuoto Valentina De Nardi Roberta Crescentini Ombretta Ciampini Mariangela Zampella | 4'24"72 |